# 黄匍网藓
黄匍网藓（学名：Mitthyridium flavum），为花叶藓科匍网藓属下的一个种。